# کمربند قهرمانی سنگین‌وزن جهان دبلیودبلیوئی (۲۰۰۲–۲۰۱۳)
کمربند قهرمانی سنگین‌وزن جهان دبلیودبلیوئی (به انگلیسی: WWE World Heavyweight Championship) یک کمربند قهرمانی در کشتی حرفه‌ای بود که توسط کمپانی دبلیودبلیوئی در ۲ سپتامبر ۲۰۰۲ پایه‌گذاری شد. این کمربند از سال ۲۰۰۲ تا به پایان رسیدنش در سال ۲۰۱۳ همواره یکی از برترین کمربندهای کمپانی دبلیودبلیوئی بود.
در رویداد تی ال سی ۲۰۱۳ قهرمان کمربند قهرمانی دبلیودبلیوئی (رندی اورتن) در برابر قهرمان کمربند سنگین‌وزن جهان دبلیودبلیوئی (جان سینا) قرار گرفت و با پیروزی اورتون هر دو کمربند با هم ادغام شدند و در نتیجه آن کمربند سنگین‌وزن طلایی رنگ برای همیشه حذف شد و نام کمربند قهرمانی دبلیودبلیوئی به سنگین‌وزن جهان دبلیودبلیوئی تغییر کرد. (البته در سال ۲۰۱۷ دوباره نام آن به کمربند قهرمانی دبلیودبلیوئی بازگشت) رندی اورتن جوانترین قهرمان کمربند سنگین‌وزن جهان دبلیودبلیوئی می‌باشد.
در شوی راو به تاریخ ۲۴ آوریل ۲۰۲۳، مدیر ارشد محتوای دبلیودبلیوئی، تریپل اچ از کمربند جدید قهرمانی سنگین‌وزن جهان رونمایی کرد و اعلام کرد که نخستین قهرمان این کمربند در شب قهرمانان تاج گذاری خواهدکرد؛ با این حال عنوان قهرمانی جدید از عنوان قدیمی پیروی نمی‌کند و این دو کمربند با همدیگر تفاوت داشته و فقط نام آنها شبیه به هم است.

## پرافتخارترین قهرمانان سنگین‌وزن جهان

### جدول پرافتخارترین کشتی گیران از نظر تعداد قهرمانی کمربند سنگین‌وزن دبلیودبلیوئی
| رتبه | کشتی‌گیر       | تعداد قهرمانی | مجموع تعداد روزهای قهرمانی | مجموع تعداد روزهای قهرمانی از نظر دبلیودبلیوئی |
| ---- | ------------- | ------------- | -------------------------- | ---------------------------------------------- |
| ۱    | ادج           | ۷             | ۴۰۹                        | ۴۱۱                                            |
| ۲    | تریپل اچ      | ۵             | ۶۱۶                        | ۶۱۶                                            |
| ۳    | دیو باتیستا   | ۴             | ۵۰۷                        | ۵۰۷                                            |
| ۴    | رندی اورتن    | ۴             | ۱۳۸                        | ۱۳۵                                            |
| ۵    | آندرتیکر      | ۳             | ۲۰۷                        | ۲۱۰                                            |
| ۶    | سی‌ام پانک     | ۳             | ۱۶۰                        | ۱۶۰                                            |
| ۷    | جان سینا      | ۳             | ۱۵۴                        | ۱۵۵                                            |
| ۸    | کریس جریکو    | ۳             | ۱۰۶                        | ۱۰۹                                            |
| ۹    | آلبرتو دل ریو | ۲             | ۲۲۳                        | ۲۲۴                                            |
| ۱۰   | ری میستریو    | ۲             | ۱۴۰                        | ۱۴۰                                            |
| ۱۱   | بیگ شو        | ۲             | ۷۲                         | ۷۳                                             |
| ۱۲   | دولف زیگلر    | ۲             | ۶۹                         | ۷۰                                             |
| ۱۳   | شیمس          | ۱             | ۲۱۰                        | ۲۱۱                                            |
| ۱۴   | کریس بنوا     | ۱             | ۱۵۴                        | ۱۵۴                                            |
| ۱۵   | کین           | ۱             | ۱۵۴                        | ۱۵۴                                            |
| ۱۶   | بوکرتی        | ۱             | ۱۲۶                        | ۱۲۶                                            |
| ۱۷   | دنیل برایان   | ۱             | ۱۰۵                        | ۱۰۵                                            |
| ۱۸   | مارک هنری     | ۱             | ۹۱                         | ۹۲                                             |
| ۱۹   | گلدبرگ        | ۱             | ۸۴                         | ۸۴                                             |
| ۲۰   | کرت انگل      | ۱             | ۸۲                         | ۸۲                                             |
| ۲۱   | جک سواگر      | ۱             | ۸۲                         | ۷۹                                             |
| ۲۲   | گریت کالی     | ۱             | ۶۱                         | ۶۱                                             |
| ۲۳   | کریستین       | ۱             | ۳۰                         | ۳۳                                             |
| ۲۴   | جف هاردی      | ۱             | ۲۸                         | ۲۸                                             |
| ۲۵   | شاون مایکلز   | ۱             | ۲۸                         | ۲۸                                             |